# Океанский лайнер

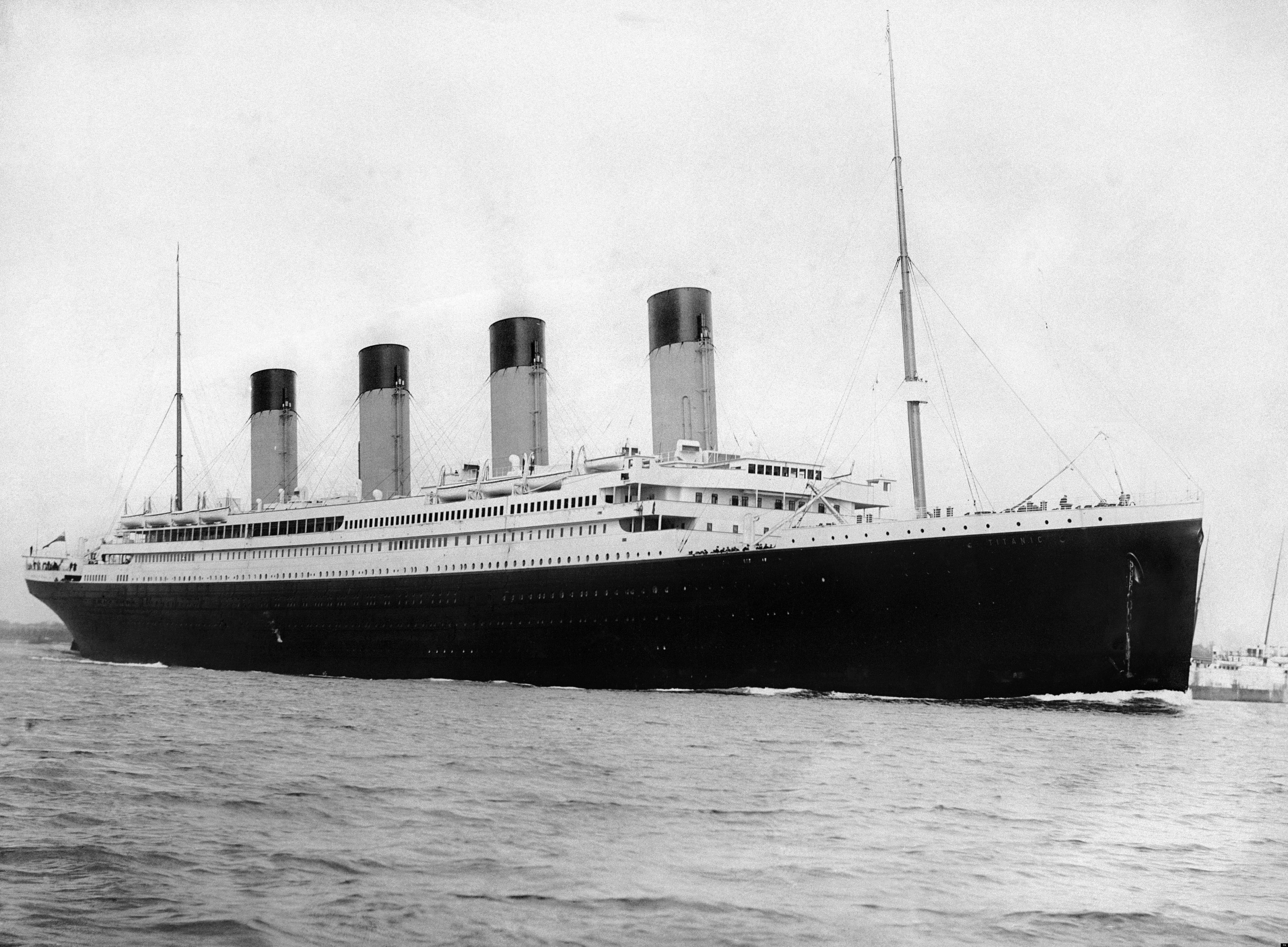
Океанский лайнер «Титаник» (1912), построенный для линии Саутгемптон — Нью-Йорк

Ла́йнер (англ. liner, от line — «линия») — судно, как правило пассажирское, которое совершает рейсы для доставки коммерческой загрузки из порта отправления в порт назначения по заранее объявленному расписанию («стои́т на линии», осуществляет морское сообщение между портами). Часто слово «лайнер» (или «авиалайнер») применяют и к самолётам, также преимущественно к пассажирским. Ещё «лайнерами» называют междугородные автобусы.
Лайнерам противопоставляются трампы (tramp — «бродяга») — суда, которые ходят между разными портами без расписания, в зависимости от наличия партий груза, а также круизные суда для морских путешествий.
На лайнерах требуются более вместительные отсеки для перевозки багажа, а также специальные отделения для перевозки домашних животных (kennel).
В противоположность паромам, преодолевающим относительно короткие дистанции, лайнеры торгового и пассажирского флотов ходят на существенно более длинные морские расстояния, часто даже между континентами. До начала межконтинентального воздушного сообщения лайнеры, или «суда на линии», предоставляли частным лицам самую быструю и самую безопасную возможность преодоления океанов (ocean liner) и были незаменимы также для транспортировки почты через океан. В современном судоходстве в подобном режиме чаще всего используются контейнеровозы — специализированные суда, предназначенные для перевозки контейнеров. Соответственно, обслуживаемые ими линии обычно называются «сервисами».
Пожалуй, самой знаменитой и престижной линией в истории была линия между Саутгемптоном и Нью-Йорком, которую обслуживало множество знаменитых лайнеров: RMS Queen Elizabeth, RMS Queen Mary, RMS Titanic или SS United States.

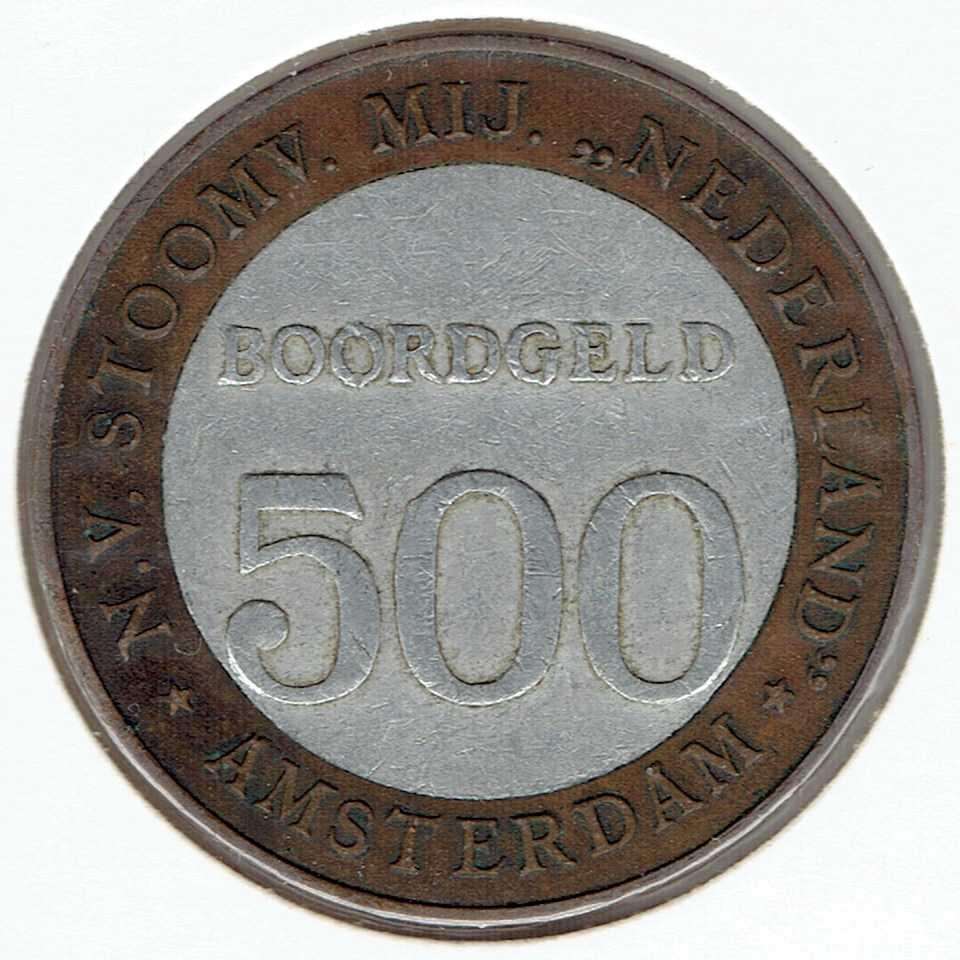
Корабельные деньги применялись в Нидерландах где существовал ряд судоходных компаний, которые по разным причинам использовали собственные дензнаки на борту своих лайнеров.